# Máximo Aylagas Herrera
Máximo Aylagas Herrera (El Burgo de Osma, 15 de desembre de 1916 - Barcelona, 28 de febrer de 1993) fou un futbolista espanyol, format a Catalunya, de la dècada de 1940.
Amb només sis mesos d'edat va anar a viure a Barcelona, al barri de Sant Andreu. Es formà a la UE Sant Andreu. Va jugar al FC Gràcia i a l'Avenç de l'Esport (1936-37). Jugà al FC Barcelona entre 1939 i 1943. La primera temporada arribà a disputar partits oficials i la darrera només amistosos. Els altres anys fou objecte de diverses cessions, com a l'EC Granollers o al Discóbolo de Saragossa. La seva millor etapa la va viure al Gimnàstic de Tarragona, on jugà entre 1943 i 1947. A continuació jugà quatre temporades a la UE Sant Andreu i més tard a l'AD Guíxols i a la UE Vic.